# Dryadella greenwoodiana
Dryadella greenwoodiana là một loài thực vật có hoa trong họ Lan. Loài này được Soto Arenas, Salazar & Solano mô tả khoa học đầu tiên năm 2002.